# Super Coupe d'Europe féminine de water-polo
La Super Coupe d'Europe féminine, officiellement Super Coupe de la LEN féminine (Women's LEN Super Cup), est une compétition annuelle européenne de water-polo qui oppose le vainqueur des deux coupes d'Europe organisées par la Ligue européenne de natation (LEN). Elle est créée en 2006 comme le duel entre les tenants de la coupe des clubs champions et celui du trophée de la LEN.

## Palmarès
| Année            | Lieu                                                 | Vainqueur                                                | Adversaire                                           | Score (quarts-temps)                                 |
| ---------------- | ---------------------------------------------------- | -------------------------------------------------------- | ---------------------------------------------------- | ---------------------------------------------------- |
| 11 novembre 2006 | Budapest (Hongrie)                                   | Domino Budapest Honvéd SE (Hongrie) Trophée LEN          | Orizzonte Catane (Italie) Coupe des champions        | 9-8 (1-3; 2-2; 4-2; 2-1)                             |
| 29 novembre 2007 | Florence (Italie)                                    | Fiorentina Nuoto (Italie) Coupe des champions            | A.S. Roma (Italie) Trophée LEN                       | 10-8 (3-0; 3-1; 3-2; 1-5)                            |
| 23 novembre 2008 | Rome (Italie)                                        | Orizzonte Catane (Italie) Coupe des champions            | A.S. Roma (Italie) Trophée LEN                       | 16-8 (4-2; 4-1; 3-2; 5-3)                            |
| 3 octobre 2009   | Athènes (Grèce)                                      | Naftikós Ómilos Vouliagménis (Grèce) Coupe des champions | Shturm 2002 (Russie) Trophée LEN                     | 11-6 (1-3 ; 3-0 ; 4-0 ; 3-3)                         |
| 26 novembre 2010 | Le Pirée (Grèce)                                     | Naftikós Ómilos Vouliagménis (Grèce) Coupe des champions | Ethnikós Le Pirée (Grèce) Trophée LEN                | 13-5 (1-2 ; 6-0 ; 2-2 ; 4-1)                         |
| 29 octobre 2011  | Sori (Italie)                                        | Pro Recco (Italie) Trophée LEN                           | Club Natació Sabadell (Espagne) Coupe des champions  | 9-8 (4-2 ; 2-3 ; 1-0 ; 0-2 ; P : 1-0 ; 1-1)          |
| 20 decembre 2012 | Imperia (Italie)                                     | Rari Nantes Imperia (Italie) Trophée LEN                 | Rapallo Pallanuoto (Italie) Coupe des champions      | 10-7 (4-1 ; 3-1 ; 2-2 ; 1-3 )                        |
| 7 decembre 2013  | Moscou (Russie)                                      | Club Natació Sabadell (Espagne) Coupe des champions      | SKIF Izmailovo (Russie) Trophée LEN                  | 10-9 (4-2 ; 2-3 ; 3-2 ; 1-2 )                        |
| 21 novembre 2014 | Barcelone (Espagne)                                  | Club Natació Sabadell (Espagne) Coupe des champions      | Olympiakós Le Pirée (Grèce) Trophée LEN              | 9-8 (1-2 ; 3-2 ; 4-2 ; 1-2 )                         |
| 20 novembre 2015 | Le Pirée (Grèce)                                     | Olympiakós Le Pirée (Grèce) Coupe des champions          | Plebiscito Padoue (Italie) Trophée LEN               | 10-6 (2-3 ; 3-0 ; 2-0 ; 3-3 )                        |
| 6 novembre 2016  | Barcelone (Espagne)                                  | Club Natació Sabadell (Espagne) Coupe des champions      | Centre Natació Mataró (Espagne) Trophée LEN          | 10-9 (1-1 ; 3-3 ; 3-2 ; 3-3 )                        |
| 4 novembre 2017  | Budapest (Hongrie)                                   | Kinef Kirichi (Russie) Coupe des champions               | UVSE VS (Hongrie) Trophée LEN                        | 10-6 (5-3 ; 2-2 ; 1-1 ; 2-0 )                        |
| 10 novembre 2018 | Kirichi (Russie)                                     | Dunaújvárosi FVE (Hongrie) Trophée LEN                   | Kinef Kirichi (Russie) Coupe des champions           | 15-13 (2-2 ; 3-1 ; 5-4 ; 1-4 ; T : 4-2)              |
| 26 novembre 2019 | Sabadell (Espagne)                                   | Orizzonte Catane (Italie) Trophée LEN                    | Club Natació Sabadell (Espagne) Coupe des champions  | 13-11 (1-3 ; 1-6 ; 6-2 ; 3-2)                        |
| 2020             | Édition annulée en raison de la pandémie de Covid-19 | Édition annulée en raison de la pandémie de Covid-19     | Édition annulée en raison de la pandémie de Covid-19 | Édition annulée en raison de la pandémie de Covid-19 |
| 18 decembre 2021 | Le Pirée (Grèce)                                     | Olympiakós Le Pirée (Grèce) Coupe des champions          | Kinef Kirichi (Russie) Trophée LEN                   | 14-11 (3-4 ; 6-2 ; 3-3 ; 2-2)                        |
| 17 decembre 2022 | Le Pirée (Grèce)                                     | Olympiakós Le Pirée (Grèce) Coupe des champions          | Ethnikós Le Pirée (Grèce) Trophée LEN                | 11-4 (3-1 ; 2-1 ; 4-0)                               |

Légende :
- P : prolongations ;
- T : tirs au but.